# Piotr Węglowski
Piotr Węglowski (ur. 1 stycznia 1928 w Trzebniowie, zm. 4 stycznia 1997 w Prudniku) – polski wojskowy, pułkownik ludowego Wojska Polskiego.

## Życiorys
Do wojska powołany w 1949, skierowany do szkoły oficerskiej, po ukończeniu której dostał przydział do Wojsk Ochrony Pogranicza. Pełnił funkcje: dowódcy plutonu szkolnego, zastępcy dowódcy do spraw wywiadu, kontrolera w Granicznej Placówce Kontrolnej – kolejowej w Głuchołazach. W stopniu kapitana w latach 1962–1964 dowódca strażnicy WOP Pomorzowice. Następnie w latach 1964–1973 zajmował stanowisko szefa sztabu 45 batalionu WOP w Prudniku. Jako major, od sierpnia 1973 do 1976 dowódca ww. batalionu. W październiku 1975 awansował na stopień podpułkownika. Od kwietnia 1976 do drugiej połowy 1984, dowódca Ośrodka Szkolenia Górnośląskiej Brygady WOP w Prudniku. Od drugiej połowy 1984 do wiosny 1987, dowódca batalionu granicznego  GB WOP w Prudniku i w tym samym roku awansowany do stopnia pułkownika. Wiosną 1988 odszedł z wojska i przeszedł do rezerwy. 
Zmarł 4 stycznia 1997 w Prudniku. Pochowany 8 stycznia 1997 na cmentarzu komunalnym w Prudniku.